# Торрес Тенорио, Камило
Камило Торрес Тенорио (исп. Camilo Torres Tenorio, 22 ноября 1766 — 5 октября 1816) — южноамериканский юрист и политик, первый глава Соединённых Провинций Новой Гранады.

## Ранние годы
Камило Торрес родился в 1766 году в Попаяне, вице-королевство Новая Гранада. Его родителями были Херонимо де Торрес Эррерос из испанского города Калаорра, и Мария Тереса Тенорио-и-Карвахал из Попаяна. В детстве он посещал Королевский колледж-семинарию святого Франсиска Ассизского, где изучал латынь, греческий язык, риторику, математику, философию и теологию. Затем он переехал в Боготу, где в колледже младшей ступени Нуэстра-Сеньора-дель-Кармен получил степень бакалавра философии. После этого он изучал каноническое право в колледже высшей ступени Нуэстра-Сеньора-дель-Росарио и стал одним из самых выдающихся адвокатов своего времени, получив учреждённый испанской короной титул «Адвокат королевского совета». Его семья владела богатыми землями.
В 1802 году Камило Торрес женился на Марии Франсиске Приэто-и-Рикаурте. Молодая пара поселилась в доме напротив астрономической обсерватории, и у них родилось шестеро детей.

## Политическая карьера
Первое столкновение Камило Торреса с политикой состоялось в 1793 году, когда после знакомства Боготы с «Декларацией прав человека и гражданина», переведённой с французского на испанский Антонио Нариньо, начались аресты, ссылки и судебные процессы против выпускников его альма-матер. В 1808 году Наполеон вынудил Карла IV и Фердинанда VII отречься от прав на испанский престол, и сделал королём Испании своего брата Жозефа. 14 января 1809 года известия об этом достигли Новой Гранады, и Камило Торрес не стал скрывать своего отрицательного отношения к этим событиям. Королевский Верховный совет Кастилии провозгласил королевское отречение не имеющим силы, и носителем высшей власти в стране была объявлена Центральная Верховная Правящая Хунта Королевства, вскоре вынужденная перебраться из Мадрида в Севилью. Именно тогда Камило Торрес написал «Хунте в Севилье» свой знаменитый «Memorial de Agravios», так и не дошедший до адресата и не опубликованный при его жизни; в этом документе содержалась критика сложившейся практики, при которой высшие посты в администрации могли занимать только выходцы из Испании, а креолы были лишены возможности принимать участие в управлении.
Весной 1810 года Южной Америки достигли известия о самороспуске Центральной Хунты и создании Регентского совета. 20 июля в столице вице-королевства Новая Гранада Санта-Фе-де-Богота на открытом народном собрании была избрана Верховная Народная Хунта Новой Гранады, которая 26 июля объявила о непризнании Регентского совета; Камило Торрес стал членом Верховной Народной Хунты. В конце 1811 года часть провинций Новой Гранады объединились в Соединённые Провинции Новой Гранады, а 27 октября 1812 года Камило Торрес стал президентом Конгресса Соединённых Провинций Новой Гранады.

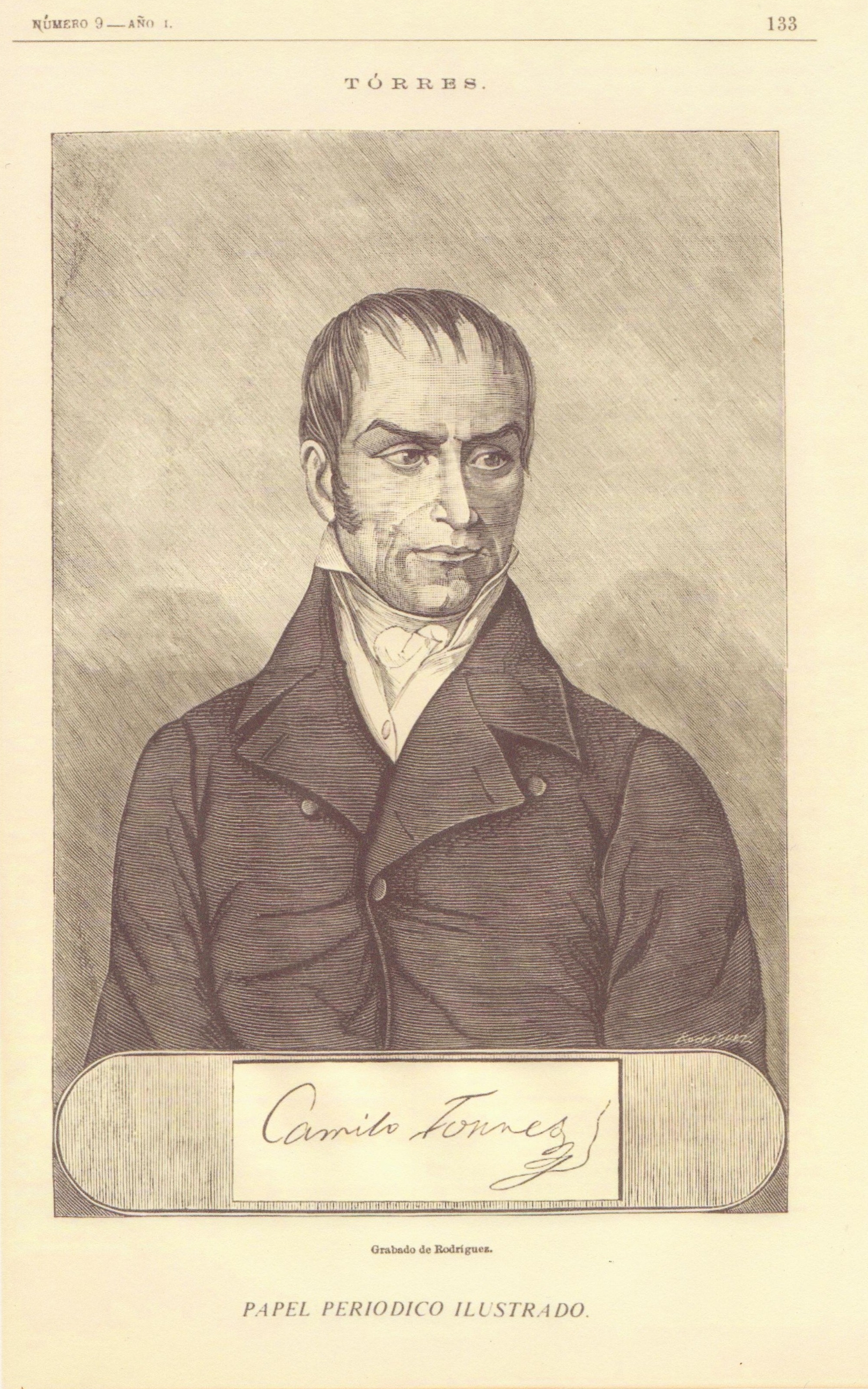
Камило Торрес Тенорио

После побед над роялистами в октябре 1814 года была создана исполнительная власть — Триумвират (аналогично Триумвиратам). В ноябре 1815 года вместо Триумвирата было введено президентское правление, и Камило Торрес стал первым президентом Соединённых Провинций Новой Гранады.
В 1816 году в Соединённые Провинции Новой Гранады вторглись испанские войска. 14 марта 1816 года президент Камило Торрес Тенорио подал в отставку, и высшие политические фигуры отправились из Боготы в Буэнавентуру, чтобы оттуда отплыть в Буэнос-Айрес, но корабль, на который они направлялись, не прибыл, и им пришлось вернуться в Попаян, где они были схвачены испанцами.

## Казнь
4 октября военный трибунал приговорил бывших руководителей Соединённых Провинций Новой Гранады к смерти, и на следующий день они были повешены на главной площади Боготы, а их имущество — конфисковано. После того, как они умерли, тела бывшего президента и вице-президента были сняты, и прострелены в голову и грудь каждый, а затем обезглавлены и четвертованы. Голова Камило Торреса была помещена в металлическую клетку и выставлена на 10-метровом шесте на главной площади города для устрашения жителей, а разделённое на четыре части тело разбросано по разным районам города; его останки так и не были найдены и захоронены.